# Perizia calligrafica

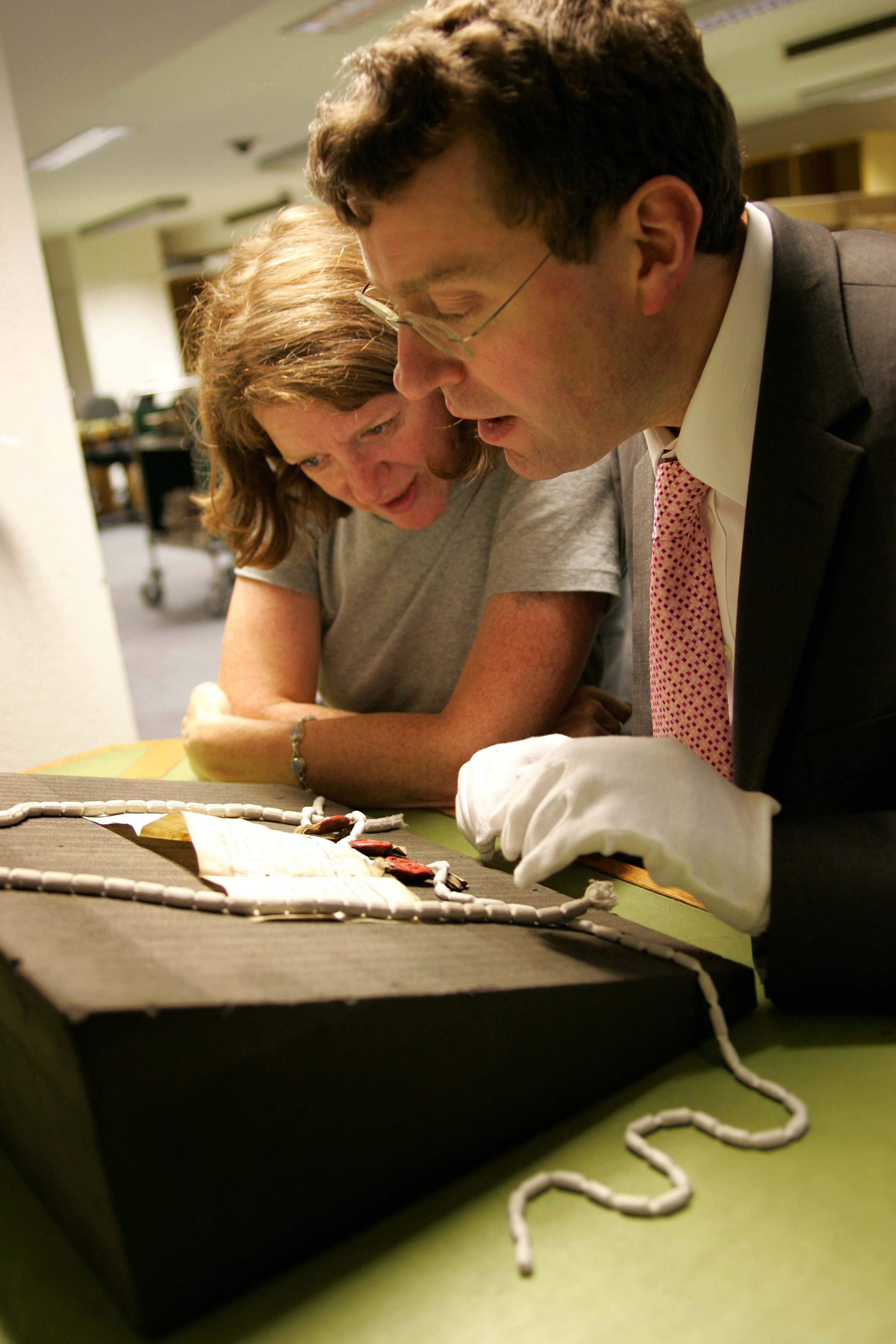
Perizia calligrafica all'Archivio di Stato

La perizia calligrafica è una perizia tecnica volta ad accertare se un testo sia attribuibile di un determinato soggetto.
Non è da confondere con la grafologia e l'analisi grafologica poiché la perizia calligrafica, pur potendo adottare anche il metodo grafologico, è un esame differente che si avvale di corpus distinto di metodi e tecniche.

## L'utilizzo processuale
Tale tecnica è utilizzata in particolar modo in ambito giudiziario per trarre evidenze utili al processo. Qualsiasi documento può diventare oggetto di analisi e di confronto. Con il termine “documento” si intende qualsiasi elemento materiale che contenga cifre, segni o simboli finalizzati a comunicare un messaggio ad un destinatario. L'inventario può variare dal semplice pezzo di carta ai graffiti sul muro, dai codici digitali ai prodotti in scatola. 
Per l'amissibilità e l'accertamento delle prova spesso è richiesto il confronto tra più documenti o parti di un documento o tra un documento e un'altra evidenza scientifica. I tipi di documenti più frequenti sono i manoscritti attraverso i quali l'investigatore cerca di scoprirne l'autore. Sepsso un esperto tecnico è nominato dal giudice per determinare la fonte o le fonti di uno o più documenti. Altre competenze riguardano il processo di formazione, di traduzione o di decifrazione se il documento è scritto in codice.
In alcuni casi si ricorre al termine “analista forense di documenti”, mentre in altre si preferisce quello di “esperto forense di calligrafia”. Quest'ultimo termine, in particolare, si limita ai manoscritti, mentre l'altro termine si riferisce a tutti gli altri documenti (stampe, CD-ROM, microfilm, etc.). Non di rado capita che l'investigatore si specializzi in una sola di queste branche.

## Epistemologia
Un caso molto frequente nell'analisi criminale è il reato commesso da un colletto bianco che comprendono furto d'identità, contraffazione, frode e falsificazione. La natura dei documenti varia da contesto a contesto. Una persona, ad es., può aver commesso un delitto ed aver prodotto una falsa memoria di suicidio. Si tratta di un esempio dove il documento diventa un'evidenza fondamentale per condannare l'imputato.
La American Society for Testing and Materials, International (ASTM) ha pubblicato gli indicatori per i metodi e le procedure utilizzate per l'analisi dei documenti. E30.02 è la commissione incaricata e E444-09 è lo standard di riferimento. L'acronimo SGSW (Standard Guide for Scope of Work of Forensic Document Examiners) indica che ci sono quattro indicatori che servono all'analisi:
1. stabilire l'originalità e la genuinità, scoprire eventuali alterazioni o falsificazioni, aggiunte o sottrazioni
2. identificare o eliminare persone da una lista di probabili fonti di calligrafia
3. identificare la sorgente di scrittura o eliminare l'eventuale sovrascrittura o di altre impressioni
4. redigere dei rapporti o testimoniare al processo

Alcuni investigatori limitano il proprio lavoro all'analisi ed al confronto della calligrafia, ma molti altri esaminano l'intero documento seguendo gli standard ASTM.

## Casi giudiziari celebri negli USA
- documenti contraffatti agli archivi nazionali del Regno Unito (2005)
- Mary Mapes e i "Killian documents" (2004)
- Martha Stewart e lo scandalo ImClone (2004)
- Nigergate (2003)
- Nina Wang (2002 e 2010)
- attacchi all'antrace al senato USA (2001)
- omicidio di JonBenét Ramsey (1996)
- Paul Jennings Hill (1994)
- diari di Hitler (1983)
- Mark Hofmann (1980–84)
- Melvin Dummar (1978)
- Clifford Irving (1972)
- serial killer Zodiac (1969)
- rapimento Lindbergh (1934)
- Adolf Beck (1896 e 1904)
- Henrietta Green (1868)

Sebbene il reato sia stato commesso tempo addietro, è stato possibile analizzare con un discreto margine di dettaglio la lettera autografa di Jack lo squartatore.

## Formazione professionale
Una persona che desidera diventare un investigatore di documenti deve possedere certi prerequisiti stabiliti dall'ASTM Standard E2388-05 (Standard Guide for Minimum Training Requirements for Forensic Document Examiners).
In primis, deve aver conseguito un titolo di studio accreditato in modo da acquisire il necessario bagaglio scientifico necessario a questo tipo di lavoro.
Secondariamente, non deve avere problemi alla vista o diottrie deficienti in modo da rilevare ad occhio nudo anche i dettagli più reconditi su un documento. All'uopo l'aspirante deve superare con successo i seguenti test:
1. discrimination test per essere capace di notare la differenza fra due elementi a confronto
2. color perception test per essere capace di notare la differenza fra due colori a confronto
3. visual acuity test almeno sei mesi prima dell'inizio della formazione

Ci sono tre possibili metodi per istruire un aspirante investigatore:
1. Autodidattica
2. Apprendistato. È il metodo più utilizzato, raccomandato dalla ASTM in Standard E2388-05.[3], che equivale al minimo di ventiquattro mesi di tirocinio sotto la supervisione di un esperto. Il programma di studio deve includere una lista di specifici argomenti approvati dagli ASTM Standard E2388-05.
3. Formazione accademica. Questa possibilità attualmente è molto limitata a causa della relativa scarsa richiesta di investigatori sul mercato del lavoro ed alla difficoltà degli atenei di stipulare convenzioni soddisfacenti con gli adeguati enti dove svolgere il tirocinio.

Alla fine del processo di formazione, l'aspirante investigatore deve saper valutare un documento, presentarlo come evidenza al processo ed assistere i periti.

## Metodologia

### Tipi di valutazione
Analisi e valutazione possono variare a seconda del tipo di strumento utilizzato:
- a mano (corsivo/stampato) e cifratura
- a macchina, fotocopiatrice, stampante laser o a getto d'inchiostro, fax
- Chequewriter, timbro, marcatore di prezzo, marcatore di etichetta
- Processi di stampa su file
- inchiostro, matita, tipo di carta
- Alterazioni, aggiunte, cancellature e obliterazioni/perforazioni
- Apparecchi di rilevamento elettrostatico rilevazione e registrazione
- Apparecchi di determinazione di sequenza
- Corrispondenza fisica

### Principi di valutazione
In letteratura si discute sul concetto di identificazione forense applicato nelle scienze forensi. Di seguito è indicato un approccio tradizionale al concetto:
(Roy A. Huber)
La valutazione di tali caratteristiche attualmente è principalmente soggettiva nonostante gli sforzi compiuti al riguardo. La valutazione soggettiva non significa che i risultati dei confronti saranno sempre imprecisi e fuorvianti. Al contrario, la ricerca scientifica ha dimostrato che gli investigatori di documenti raggiungono le migliori prestazioni quando confrontano la calligrafia per carpirne la fonte.
Il tipo di soggettività/oggettività, comunque, dipende anche dalla competenza dell'investigatore. Ne consegue che questi dovrebbe seguire una prassi precisa in modo da non escludere tutte le ipotesi e che, inoltre, l'analisi compiuta non dovrebbe essere definitiva, nel senso di poter di nuovo procedere con altre ipotesi o ricerche sul medesimo oggetto.

### Valutazione calligrafica
Si considerano tre fasi nel processo di valutazione:
1. Analisi: si inizia con dare una definizione al documento e alle sue caratteristiche;
2. Confronto: le su dette caratteristiche sono confrontate con gli standard conosciuti;
3. Valutazione: differenze e similitudini sono ponderate in modo da determinare quali evidenze possono fornire utili al processo.
4. Supervisione: eventualmente, un'ulteriore valutazione può essere prodotta da terzi.

L'ASTM ha pubblicato un manuale operativo intitolato "E2290-07a: Examination of Handwritten Items". Una guida alternativa è stata sviluppata dal Forensic Expertise Profiling Laboratory (School of Human Biosciences, La Trobe University, Victoria, Australia).

### Altri metodi
Oltre al suddetto E2290, vi sono altre procedure per l'analisi dei documenti pubblicate dalla ASTM International. che includono:
- E444-06 Scopo del lavoro sotteso agli investigatori di documenti
- E2195-02 Discussione terminologica dell'analisi dei documenti
- E1658-08 Discussione terminologica sulle conclusioni degli investigatori
- E1422-05 Discussione sui metodi per l'analisi dell'inchiostro
- E1789-04 Analisi dell'inchiostro
- E2285-03 Valutazione delle ricette cliniche e farmaceutiche
- E2286-03 Analisi delle impressioni dei timbri e dei sigilli
- E2287-03 Valutazione dell'usura su una bobina o su un testo dattiloscritto
- E2288-03 Analisi dell'usura su altri documenti
- E2289-08 Valutazione sui segni, cifre o simboli stampati su gomma
- E2291-03 Analisi dei paragrafi e dei capoversi
- E2325-05 Valutazione della consistenza della carta
- E2331-04 Analisi dell'alterazione della carta
- E2388-05 Tirocinio richiesto per diventare investigatore
- E2389-05 Valutazione dei documenti prodotti da stampanti a getto d'inchiostro
- E2390-06 Valutazione dei documenti prodotti da stampanti laser
- E2494-08 Procedure standard per l'analisi dei documenti dattiloscritti

NB: Non tutti i laboratori o gli investigatori utilizzano le guiede ASTM. Queste sono solo linee guida e non requisiti obbligatori. Ci sono altre guide di più generale natura che applicano la  E 1732: Terminology Relating to Forensic Science.

## Organizzazioni

### Associazioni professionali
- American Society of Questioned Document Examiners (ASQDE) - USA and Canada
- Australasian Society of Forensic Document Examiners (ASFDE) - Australia/Asia
  - Note: formerly the Australian Society of Forensic Document Examiners[8]
- Associación Professional de Peritos Callígrafos de Cataluña (Spain)
- Coordinamento Nazionale Periti ed Esperti Forensi (CONPEF) - Italy
- European Network of Forensic Handwriting Experts (ENFHEX within ENFSI)
- European Document Experts Working Group (EDEWG within ENFSI)
- Southeastern Association of Forensic Document Examiners (SAFDE) - Southeast USA
- Southwestern Association of Forensic Document Examiners (SWAFDE) - Southwest USA
- Gesellschaft für Forensische Schriftuntersuchung (GFS) - Frankfurt (Germany)
- National Association of Document Examiners (NADE)
- Association of Forensic Document Examiners (AFDE)

### Associazioni forensi con sezioni speciali
- American Academy of Forensic Sciences (AAFS) - USA
- Canadian Society of Forensic Science (CSFS) - Canada
- Australian and New Zealand Forensic Science Society
- European Network of Forensic Science Institutes (ENFSI)
- Forensic Science Society (FSS) - United Kingdom
- International Association for Identification (IAI)
- Mid-Atlantic Association of Forensic Scientists (MAAFS)
- CONPEF - Coordinamento Nazionale Periti ed Esperti Forensi

### Enti di ricerca accademici con interessi particolari
- International Graphonomics Society
- Center of Excellence for Document Analysis and Recognition (SUNY)
- Purdue Sensor and Printer Forensics (PSAPF) Project

## Abilitazione professionale e Certificazione della professione
A causa della peculiarità disciplinare, vi sono differenti organi che provvedono ad abilitare l'aspirante investigatore. Molti di questi forniscono una certificazione in base al paese o alla provenienza. Altri valutano le competenze del candidato e le sue qualifiche da parte di un'organizzazione professionale neutrale. 

### In Italia
In Italia non esiste un'abilitazione professionale ma è possibile la certificazione della professione di criminalista esperto in grafologia forense ex Norma UNI 11822:21

### In Inghilterra
La Forensic Science Society (UK) dà la possibilità ai propri membri di ottenere un titolo di studio nelle diverse discipline forensi, compresa l'analisi dei documenti, anche presso università private. Il programma di studio è accreditato dall'Università di Strathclyde. A causa della politica liberale e a causa del fatto che nei paesi anglosassoni non esiste un vero e proprio esame di stato, questo diploma equivale a tutti gli effetti ad una certificazione internazionale.